# سيباستيان شتال
سيباستيان شتال (بالألمانية: Sebastian Stahl)‏ هو سائق سباق ألماني، ولد في 20 سبتمبر 1978 في بون في ألمانيا.

## وصلات خارجية
- سيباستيان شتال على موقع DriverDB.com (الإنجليزية)